# Franz-Josef Hontheim
Franz-Josef Hontheim (* 13. August 1938; † 11. November 2019) war ein deutscher Fußballschiedsrichter.
Der aus Trier stammende Hontheim leitete von 1970 bis 1986 insgesamt 84 Spiele der Fußball-Bundesliga und mit Beginn der 2. Fußball-Bundesliga von 1974 bis 1986 insgesamt 77 Spiele dieser Klasse. Des Weiteren war er auch als Linienrichter im Europapokal tätig. Hontheim leitete unter anderem das DFB-Pokal-Halbfinale 1984 zwischen Borussia Mönchengladbach und Werder Bremen.